# Кёсеги, Ботонд
Ботонд Кёсеги (венг. Botond Kőszegi) — ученый-экономист, внесший существенный вклад в развитие теории поведенческой экономики и микроэкономики, профессор Центрально-Европейского Университета с августа 2012 года. Кёсеги занимается проблемами влияния поведенческих аномалий и зависимости при принятии решений.

## Образование и карьера
В 1996 году получил степень бакалавра математики с большим почетом (magna cum laude) в Гарвардском университете, а в 2000 году — степень доктора философии в Массачусетском технологическом институте.
С июня 2000 по июнь 2013 году работал в Калифорнийском университете в Беркли. Призер различных грантов на исследования в области поведенческой экономики, а также неоднократный призер премий «Лучший учитель», «Лучший наставник» Центрально-Европейского Университета.
В 2015 году получил Премию Юрьё Янссона (Yrjö Jahnsson Award in Economics), которая вручается молодому (до 45 лет) европейскому экономисту, внесшему существенный вклад в теоретические и прикладные исследования в области экономики («за вклад в теоретические основы поведенческой экономики и ее приложения в публичных финансах и теории контрактов»).

## Ключевые работы
Самой цитируемой статьей Кёсеги является статья в соавторстве с Мэттью Рабином «A model of reference-dependent preferences», 2006, в которой впервые в качестве точек отсчета рассматриваются рациональные ожидания агентов. Полученная модель Кёсеги-Рабина является дополнением к теории перспектив Канемана и Тверски. Также большой вклад в экономическую теорию внесла статья этих же авторов «Reference-dependent risk attitudes», 2007, базирующая на предыдущей.
Кёсеги известен также своими исследованиями в области моделирования зависимости.

## Основные научные публикации
| Статья (отсортировано по цитируемости) | Год  |
| A model of reference-dependent preferences B Kőszegi, M Rabin The Quarterly Journal of Economics 121 (4), 1133—1165                                           | 2006 |
| Is addiction «rational»? Theory and evidence J Gruber, B Köszegi The Quarterly Journal of Economics 116 (4), 1261—1303                                        | 2001 |
| Reference-dependent risk attitudes B Kőszegi, M Rabin American Economic Review 97 (4), 1047—1073                                                              | 2007 |
| Reference-dependent consumption plans B Kőszegi, M Rabin American Economic Review 99 (3), 909-36                                                              | 2009 |
| Ego utility, overconfidence, and task choice B Köszegi Journal of the European Economic Association 4 (4), 673—707                                            | 2006 |
| Exploiting naivete about self-control in the credit market P Heidhues, B Kőszegi American Economic Review 100 (5), 2279—2303                                  | 2010 |
| A model of focusing in economic choice B Kőszegi, A Szeidl The Quarterly journal of economics 128 (1), 53-104                                                 | 2013 |
| Tax incidence when individuals are time-inconsistent: the case of cigarette excise taxes J Gruber, B Kőszegi Journal of Public Economics 88 (9-10), 1959—1987 | 2004 |
| Quasi-hyperbolic discounting and retirement P Diamond, B Köszegi Journal of Public Economics 87 (9-10), 1839—1872                                             | 2003 |
| Competition and price variation when consumers are loss averse P Heidhues, B Kőszegi American Economic Review 98 (4), 1245-68                                 | 2008 |
| Behavioral contract theory B Koszegi Journal of Economic Literature 52 (4), 1075—1118                                                                         | 2014 |